# Малиновка (Болотнинский район)
Малиновка — деревня в Болотнинском районе Новосибирской области. Входит в состав Байкальского сельсовета.

## География
Площадь деревни — 25 гектар

## История
Основана в 1918 г. В 1928 г. посёлок Малиновка состоял из 39 хозяйств, основное население — русские. В административном отношении входил в состав Боровского сельсовета Ояшинского района Новосибирского округа Сибирского края.

## Население
| 2002 | 2007 | 2010 |
| ---- | ---- | ---- |
| 148  | ↘103 | ↘95  |

## Инфраструктура
В деревне по данным на 2007 год функционируют 1 учреждение здравоохранения, 1 образовательное учреждение.